# 石森美咲
石森 美咲（いしもり みさき、1994年1月11日 - ）は、日本の舞台俳優。演劇集団キャラメルボックス所属。埼玉県出身。身長154cm。A型。

## 略歴
埼玉県立南稜高等学校卒業後、東京フィルムセンター映画・俳優専門学校を経て、2015年演劇集団キャラメルボックスに入団

## 出演

### 舞台
太字は主演作品
- 『BREATH』（2015年）
- 『彼は波の音がする / 彼女は雨の音がする』（2016年）
- 『ゴールデン・スランバー』（2016年）
- 『スロウハイツの神様』（2017年・2019年）
- 『ティアーズライン』（2017年）
- 『エンジェルボール』（2018年）
- 『リトル・ドラマー・ボーイ』（2018年）
- 『ナツヤスミ語辞典』（2019年、カブト）
- 『サンタクロースが歌ってくれた』（2021年、サヨ）
- 『クロノス』(2022年、さちえ)
- 『クロノス・ビギンズ』(2023年、真鶴なぎさ)
- 『あしたあなたあいたい』(2023年、枢月みどり)
- 『さよならノーチラス号』（2025年）[2]
- 『ナナメウシロのカムパネルラ』（2025年）[2]

### 客演
- 『演劇』（2016年、DULL-COLORED POP）
- 『スキップ』（2017年、ナッポスユナイテッド）
- 『LOST PIANO CHILDREN〜失われたピアノの子供たち〜』（2018年、WHO’S TERRACE プロデュース）
- 『かがみの孤城』（2020年・2022年、ナッポスユナイテッド） - ミオ
- 『成井豊と梅棒のマリアージュ』（2020年、ナッポスユナイテッド）
- 『よろこびの歌』（2021年、WHO’S TERRACE×BOO WHO WOOL） ‐ 原千夏
- 『マトリョーシカ』（2021年、Uzume）
- 『ナミヤ雑貨店の奇蹟』（2022年、ナッポスユナイテッド）
- 『あゆみ』(2022年、果報プロデュース)
- 『嵐になるまで待って』(2023年、ナッポス・ユナイテッド)
- 『パートタイマー・秋子』(2023年、二兎社)
- 『湯を沸かすほどの熱い愛』(2024年、ナッポス・ユナイテッド)